# Parné-sur-Roc
Parné-sur-Roc is een gemeente in het Franse departement Mayenne (regio Pays de la Loire). De plaats maakt deel uit van het arrondissement Laval. Parné-sur-Roc telde op 1 januari 2022 1.384 inwoners.

## Geografie
De oppervlakte van Parné-sur-Roc bedroeg op 1 januari 2022 23,74 vierkante kilometer; de bevolkingsdichtheid was toen 58,3 inwoners per km².

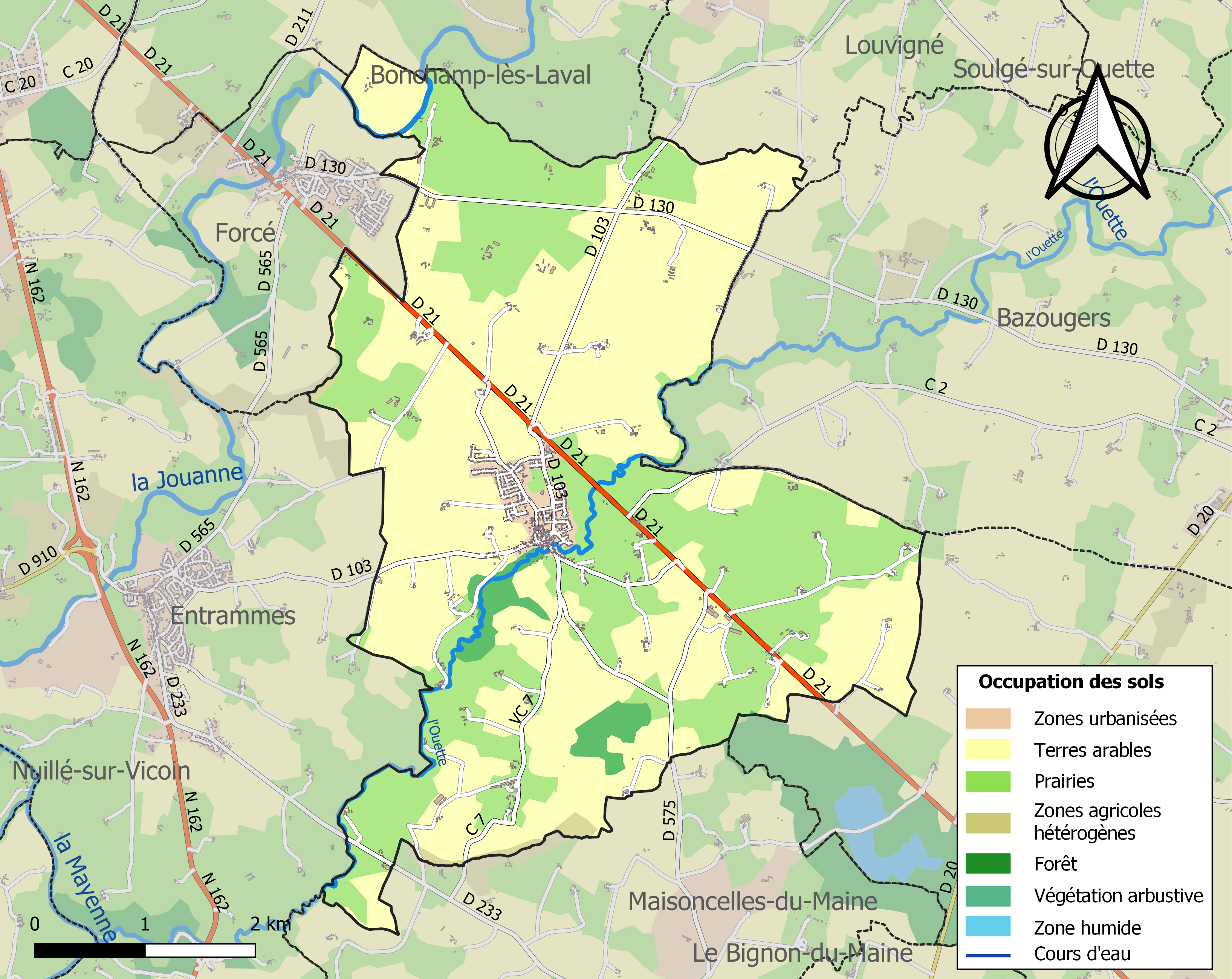
Kaart van de gemeente met de belangrijkste infrastructuur, bodemgebruik en omliggende gemeenten

## Demografie
Onderstaande figuur toont het verloop van het inwonertal (bron: INSEE-tellingen).